# Marina Wiktorowna Orlowa

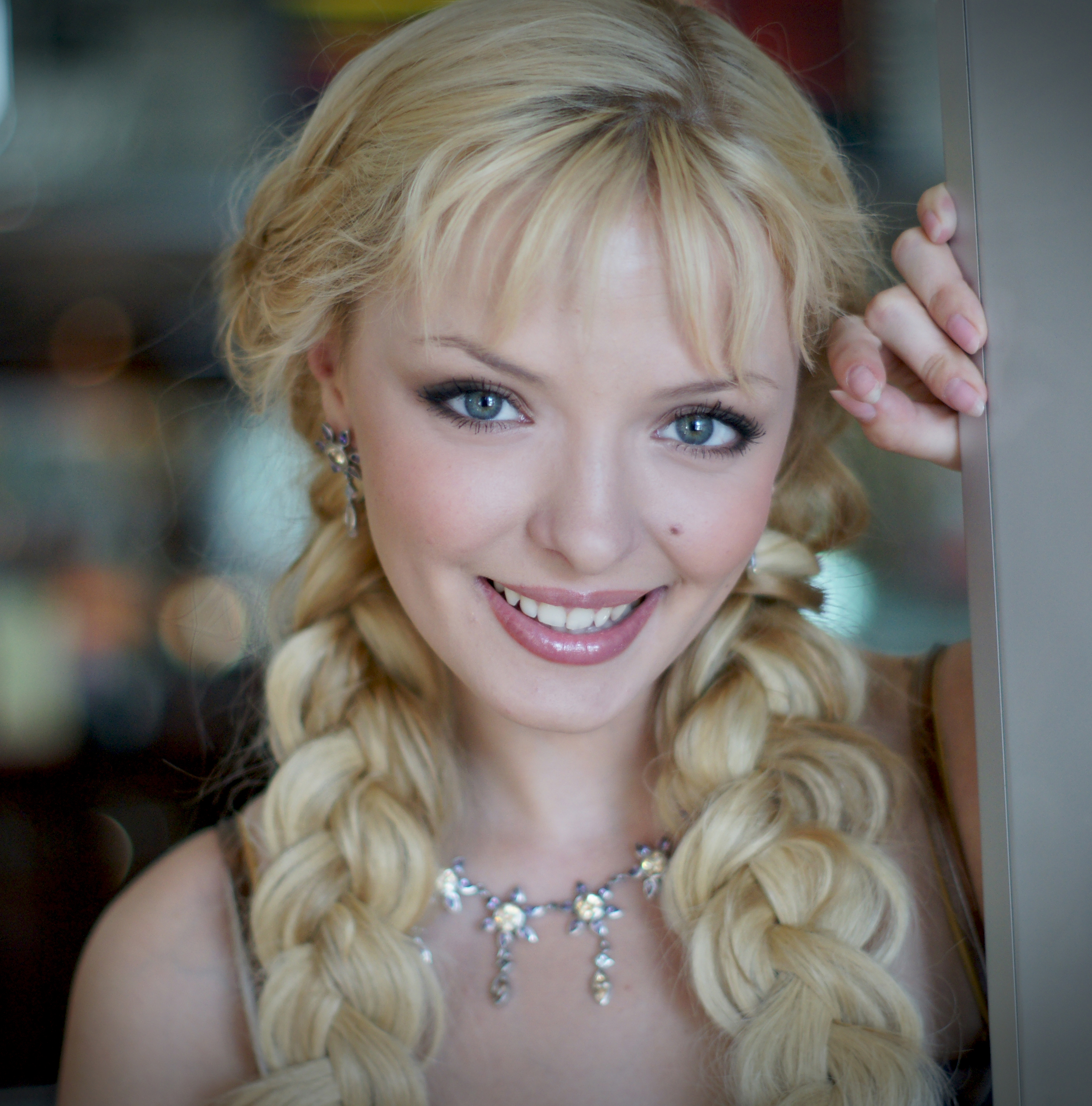
Marina Wiktorowna Orlowa bei der Premiere des Films Tridzat sedmoi roman

Marina Wiktorowna Orlowa (russisch Марина Викторовна Орлова; * 25. März 1986 in Pjatigorsk, Sowjetunion) ist eine russische Schauspielerin, Sängerin und Dichterin. Sie spielte in mehr als 35 Filmen in Moskau, Peking und Paris.

## Filmografie (Auswahl)
- 2007: Ochlamon (Охламон)
- 2010: Tridzat sedmoi roman (Тридцать седьмой роман)
- 2010: Interny (Интерны)
- 2013: Weekend (Уи́к-энд)
- 2013: Not so Young
- 2014: The Treehouse
- 2014: Umelzy (Serie; Умельцы)
- 2016: Headgame
- 2016: The White Crows
- 2016: Hello! I’m a Producer of Woody Allen